# The Elite
The Elite (a veces estilizado como THE ELITE) es un famoso stable de lucha libre profesional que está formado por Kazuchika Okada, The Young Bucks (Matt Jackson & Nick Jackson), y Jack Perry. Aunque principalmente trabajó en la empresa nipona New Japan Pro-Wrestling (NJPW),  también trabajó en conjunto con la empresa estadounidense Ring of Honor (ROH), así como varios circuitos independientes en Japón, Estados Unidos, Reino Unido, Australia y México. El 1 de enero de 2019, también anunciaron la creación de una nueva empresa en la que estarán muy involucrados, All Elite Wrestling (AEW).
Dentro de sus logros, está el haber sido doce veces campeones en parejas al ser una vez Campeones Mundiales en Parejas de PWG, tres veces Campeones Mundiales en Parejas de ROH, cuatro veces Campeones en Parejas Peso Pesado Junior de la IWGP, una vez Campeones en Parejas de la IWGP, una vez Campeones Mundiales en Parejas de la AAA y una vez Campeones Mundiales en Parejas de AEW, ganados por The Young Bucks; una vez Campeón Peso Pesado de la IWGP, una vez Campeón Intercontinental de la IWGP, una vez Campeón Peso Pesado de los Estados Unidos de la IWGP, una vez Megacampeón de la AAA y una vez Campeón Mundial de Impact ganado por Omega.
En octubre de 2018, Omega y The Young Bucks dejaron Bullet Club; Rhodes y Page también se fueron para unirse a The Elite, convirtiéndolo en una stable a gran escala.
Su canción de entrada es Carry on My wayward son de Kansas música conocida por escucharce en el final de temporada de la famosa serie de Television Supernatural

## Historia

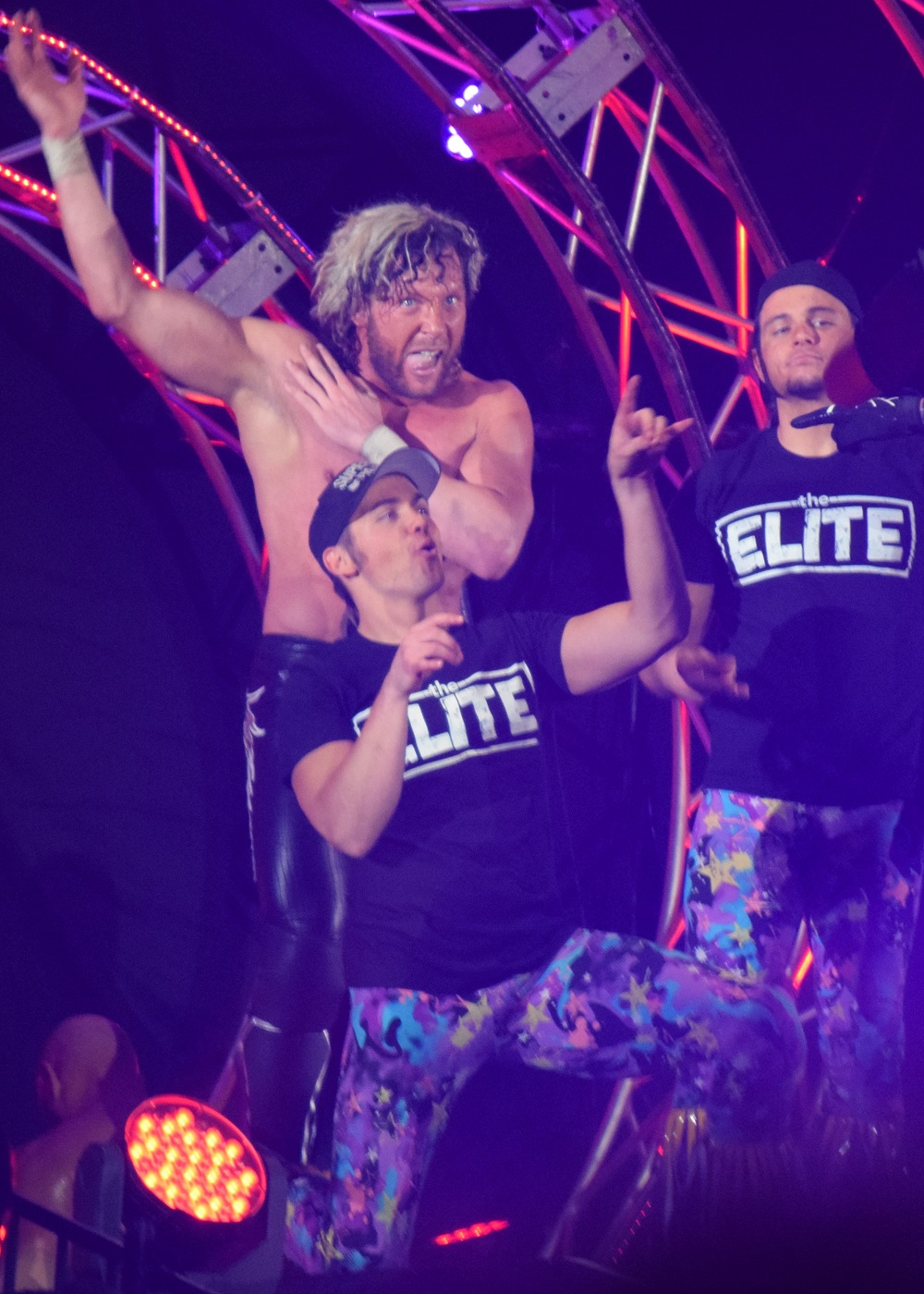
Los miembros fundadores del grupo, The Young Bucks y Kenny Omega.

Antes de la formación en 2016 de The Elite, Kenny Omega y The Young Bucks (Matt Jackson & Nick Jackson) se conocían desde hacía años. Originalmente se conocieron en Japón en 2008, cuando Omega estaba en su primera gira con la empresa Dramatic Dream Team (DDT) y The Young Bucks estaba en su primera gira con la promoción Dragon Gate. Se convirtieron en amigos cercanos después de reuniones posteriores en otras promociones, incluida la empresa Pro Wrestling Guerrilla (PWG). Omega ha declarado que los tres siempre habían pensado que compartían el mismo cerebro, teniendo los mismos pensamientos sobre lo que debería ser un combate de lucha libre.
Omega, quien ha calificado a The Young Bucks como sus mejores amigos y aliados más cercanos en la lucha profesional, ha declarado que los tres tienen "una línea abierta de comunicación que envía mensajes todo el día". El Elite fue creado como resultado de una de estas "sesiones de think tank", durante las cuales a los tres se les ocurrió la idea de filmar sus momentos lejos del ring y compartirlos con sus fanáticos. Estos momentos, algunos solo ligados a la lucha profesional, se utilizaron para crear Being the Elite, un programa producido por The Young Bucks y lanzado en Twitter y YouTube.
En 2016, los tres estaban afiliados entre sí en NJPW como miembros de Bullet Club, pero en palabras de Omega sentían que el establo se había diluido y quería crear algo nuevo. Omega afirmó que cada vez que la gente decía que Bullet Club había estado haciendo "algunas cosas realmente geniales", en realidad siempre hablaban de los tres y no de los otros miembros del stable.

### Formación (2016)
El 5 de enero de 2016, Omega asumió el liderazgo de Bullet Club, convirtiendo a sus miembros, incluidos The Young Bucks, en el antiguo líder, AJ Styles, y echándolo del grupo. Según The Young Bucks, ellos y Omega crearon The Elite esa noche sin pedir permiso a los reservadores de NJPW. Después de que el resto de Bullet Club abandonó el ring luego de encender Styles, Omega supuestamente le preguntó a The Young Bucks si solo los tres deberían regresar al ring para continuar el ataque a Styles como una "señal al público que [eran] los tres chicos". Los tres acordaron regresar al ring y nació The Elite.
Durante los primeros meses de la existencia de The Elite, los Young Bucks, que eran los Campeones Peso Pesado Junior en Parejas de la IWGP cuando se formó el grupo, perdieron y recuperaron el título, mientras que Omega hizo lo mismo con su Campeonato Intercontinental de la IWGP. The Elite ganó su primer título como trío durante el show de Honor Rising: Japan 2016 de NJPW y Ring of Honor (ROH) el 20 de febrero, cuando vencieron a The Briscoes (Jay Briscoe & Mark Briscoe) y Toru Yano por el Campeonato en Parejas 6-man NEVER de Peso Abierto.

### All Elite Wrestling (2019-presente)
El 1 de enero de 2019, The Elite anunció la formación de una nueva empresa de lucha libre profesional llamada "All Elite Wrestling" (AEW), así como un seguimiento de All In, llamado Double or Nothing. Se reveló que su promoción incluía a Cody, The Young Bucks, Hangman Page, PAC, SoCal Uncensored, Joey Janela, Britt Baker, Penelope Ford, Brandi Rhodes y Chris Jericho y entre otros.

## Miembros

### Miembros actuales
| Nombre              | Tiempo                                                                 | Notas |
| ------------------- | ---------------------------------------------------------------------- | --- |
| Kazuchika Okada     | 6 de marzo de 2024-presente                                            | Se reveló como nuevo miembro de The Elite, siendo presentado por The Young Bucks |
| Matt Jackson        | 5 de enero de 2016-presente                                            | Se unieron como miembros de The Young Bucks, siendo uno de los fundadores del grupo. |
| Nick Jackson        | 5 de enero de 2016-presente                                            | Se unieron como miembros de The Young Bucks, siendo uno de los fundadores del grupo. |
| Jack Perry          | 24 de abril de 2024-presente                                           | Se unió al grupo después de ayudarlos a ganar los AEW World Tag Team Championship a los The Young Bucks en su regreso. Después de esto atacó al dueño de AEW, Tony Khan junto a otros miembros de The Élite. |
| "Hangman" Adam Page | 30 de octubre de 2018-27 de agosto de 2020 17 de mayo de 2023-presente | Después de ser expulsado por The Young Bucks, se reunió como miembro. |
| Kota Ibushi         | 9 de junio de 2018-4 de enero de 2019 12 de julio de 2023-presente     | Se reveló como nuevo miembro de The Elite. |

### Miembros asociados
| Nombre           | Tiempo                         | Notas                                    |
| ---------------- | ------------------------------ | ---------------------------------------- |
| Brandon Cutler   | 19 de mayo de 2019-presente    | Se unió como asociado de The Young Bucks |
| Michael Nakazawa | 17 de febrero de 2021-presente | Se unió como asociado de Kenny Omega     |

## Subgrupos

### Subgrupos principales
| Nombre             | Tiempo                                          | Notas |
| ------------------ | ----------------------------------------------- | --- |
| Kenny Omega        | 5 de enero de 2016 – 6 de marzo de 2024         | Primer líder del stable, siendo uno de los fundadores del grupo. |
| Marty Scurll       | 30 de octubre de 2018 – 15 de diciembre de 2018 | Tras la salida de The Elite en Ring of Honor, el grupo abandona a Scurll para enfocarse en la empresa All Elite Wrestling.                                                    |
| Cody Rhodes        | 24 de octubre de 2018 – 18 de marzo de 2020     | Abandonó el grupo para enfocarse en la empresa All Elite Wrestling. |
| Doc Gallows        | 6 de enero de 2021 – 24 de octubre de 2021      | Anderson y Gallows dejaron de aparecer en All Elite Wrestling debido a que finalizó su relación de trabajo con la empresa estadounidense Impact Wrestling, regresando a WWE.  |
| Karl Anderson      | 6 de enero de 2021 – 24 de octubre de 2021      | Anderson y Gallows dejaron de aparecer en All Elite Wrestling debido a que finalizó su relación de trabajo con la empresa estadounidense Impact Wrestling, regresando a WWE.  |
| Adam Cole          | 4 de abril de 2021 – 10 de agosto de 2022       | Junto a reDRagon se formó una nueva alianza traicionando a The Young Bucks en el proceso                                                                                      |
| Bobby Fish         | 6 de octubre de 2021 – 10 de agosto de 2022     | Con el debut de Kyle O'Reilly y la reunión de reDRagon se formó una nueva alianza junto a Adam Cole traicionando a The Young Bucks en el proceso                              |
| Kyle O'Reilly      | 23 de diciembre de 2021 – 10 de agosto de 2022  | Luego de su debut formó una alianza junto a Bobby Fish reuniendo a reDRagon formando también una nueva alianza junto a Adam Cole traicionando a The Young Bucks en el proceso |
| Don Callis         | 6 de enero de 2021 – 10 de mayo de 2023         | Abandonó el grupo traicionando a Kenny Omega en el proceso |
| Konosuke Takeshita | 19 de abril de 2023 – 28 de mayo de 2023        | Se unió como asociado de Don Callis |

| Afiliado                          | Miembros                                                              | Años                    | Tipo     | Promoción(es)                           |
| --------------------------------- | --------------------------------------------------------------------- | ----------------------- | -------- | --------------------------------------- |
| Adam Cole & reDRagon              | Adam Cole Bobby Fish Kyle O'Reilly                                    | 2021–2022               | Trío     | AEW                                     |
| reDRagon                          | Bobby Fish Kyle O'Reilly                                              | 2021–2022               | Tag team | AEW                                     |
| The Golden Elite                  | Kenny Omega Kota Ibushi Matt Jackson Nick Jackson "Hangman" Adam Page | 2018–2019 2023-presente | Stable   | NJPW AEW                                |
| The Hung Bucks                    | "Hangman" Adam Page Matt Jackson Nick Jackson                         | 2017–2018 2023-presente | Trío     | ROH AEW                                 |
| Luxury Trio                       | Cody Rhodes Kenny Omega Marty Scurll                                  | 2017–2018               | Trío     | NJPW ROH                                |
| The Dream Team                    | Kenny Omega Adam Cole Matt Jackson Nick Jackson                       | 2016–2017, 2021-2022    | Cuarteto | NJPW ROH AEW                            |
| SuperKliq                         | Adam Cole Matt Jackson Nick Jackson                                   | 2021-2022               | Trio     | AEW                                     |
| Super Villains                    | Marty Scurll Matt Jackson Nick Jackson                                | 2017–2018               | Trio     | NJPW ROH Circuito independiente         |
| Team All In                       | Cody Rhodes Matt Jackson Nick Jackson                                 | 2018–2020               | Trío     | ROH AEW                                 |
| The Young Bucks                   | Matt Jackson Nick Jackson                                             | 2013–presente           | Tag team | NJPW ROH Circuito independiente AAA AEW |
| "Hangman Adam Page" & Kenny Omega | Adam Page Kenny Omega                                                 | 2019–2020               | Tag team | AEW                                     |
| The Good Brothers                 | Doc Gallows Karl Anderson                                             | 2020-2021               | Tag team | Impact! AEW NJPW                        |

## Campeonatos y logros
- All Elite Wrestling
  - AEW World Championship (2 veces) – Omega (1), Page (1)
  - AEW World Tag Team Championship (3 veces) – The Young Bucks (2), Omega & Page (1)
  - AEW World Trios Championship (2 veces, inaugurales) – Omega & The Young Bucks (2)
  - Dynamite Award (1 vez)
    - Bleacher Report PPV Momento del año (2021) - Stadium Stampede Match (The Inner Circle vs. The Elite) en Double or Nothing (23 de mayo).

- 4 Front Wrestling
  - 4FW Junior Heavyweight Championship (1 vez) – Omega[6]

- DDT Pro-Wrestling
  - Ironman Heavymetalweight Championship (1 vez) – The Young Bucks1[7]

- Impact Wrestling
  - Impact World Championship (1 vez) – Omega
  - Impact World Tag Team Championship (2 veces) – Anderson & Gallows

- Lucha Libre AAA Worldwide
  - Megacampeonato de AAA (1 vez) – Omega
  - Campeonato Mundial en Parejas de AAA (1 vez) – The Young Bucks

- New Japan Pro-Wrestling
  - IWGP Heavyweight Championship (1 vez) – Omega
  - IWGP Intercontinental Championship (1 vez) – Omega
  - IWGP United States Heavyweight Championship (3 veces) – Omega (2) y Cody (1)
  - NEVER Openweight Championship (1 vez) - Ibushi
  - IWGP Junior Heavyweight Tag Team Championship (4 veces) – The Young Bucks
  - IWGP Tag Team Championship (1 vez) – The Young Bucks
  - NEVER Openweight 6-Man Tag Team Championship (2 veces) – Omega y The Young Bucks (2)
  - G1 Climax (2016) – Omega
  - Ganadores del Tag Team Turbulence (2021) – Gallows & Anderson

- National Wrestling Alliance
  - NWA World Heavyweight Championship (1 vez) – Cody

- Pro Wrestling Guerrilla
  - PWG World Tag Team Championship (1 vez) – The Young Bucks

- Ring of Honor
  - ROH World Championship (1 vez) – Cody
  - ROH World Tag Team Championship (3 veces)
  - ROH World Six-Man Tag Team Championship (3 veces) – Page y The Young Bucks (2), Cody y The Young Bucks (1)
  - Wrestler of the Year (2017) – Cody[8]
  - Tag Team of the Year (2017) – The Young Bucks[9]
  - Best Final Battle Entrance (2017) – Scurll[10]
  - Breakout Star of the Year (2017) – Page[11]
  - Feud of the Year (2018) Cody vs. Omega[12]
  - Survival of the Fittest (2018) – Scurll